# Jos van Bree
J.C.J. (Jos) van Bree (Heeze, 5 december 1968) is een Nederlandse bestuurder en VVD-politicus. Sinds 28 november 2019 is hij burgemeester van Geldrop-Mierlo.

## Biografie

### Opleiding en maatschappelijke loopbaan
Van Bree volgde een opleiding bedrijfsadministratie aan de meao. Van 1992 tot 1994 was hij officier in opleiding bij de Koninklijke Landmacht. Hij heeft ook nog bedrijfseconomie gestudeerd aan de heao. Van 1994 tot 1996 was hij hoofd bedrijfsadministratie en van 1996 tot 1998 docent bedrijfsadministratie bij de Koninklijke Landmacht. Tot 2000 was hij hoofd financieel economische zaken bij de Koninklijke Landmacht.
Later volgde Van Bree nog diverse post-hbo opleidingen op het gebied van EDP-auditing, operational auditing en controlling. Hij volgde ook nog opleidingen op het gebied van general control en behaalde een Master of Arts in controlling. Van 2000 tot 2003 werkte hij als controller bij de gemeente Veldhoven en van 2003 tot 2006 als afdelingshoofd bedrijfsvoering bij de gemeente Peel en Maas.

### Politieke loopbaan
Van Bree was van 2002 tot 2006 gemeenteraadslid en van 2006 tot 2015 wethouder van Heeze-Leende. Vanaf 2015 was hij wethouder van Helmond. Tot 2018 had hij in zijn portefeuille Economische Zaken, Sociale Zaken, Brainport en Organisatie. Vanaf 2018 had hij in zijn portefeuille Economie en Innovatie, Arbeidsmarkt en Financiën. Daarnaast was hij wijkwethouder Centrum en Stiphout/Warande.
Op 21 oktober 2019 werd Van Bree door de gemeenteraad van Geldrop-Mierlo voorgedragen als nieuwe burgemeester. Op 22 november 2019 werd bekendgemaakt dat de minister van Binnenlandse Zaken en Koninkrijksrelaties heeft besloten hem te laten benoemen bij koninklijk besluit met ingang van 28 november 2019. Op die datum vonden ook de eed en installatie plaats door de commissaris van de Koning in Noord-Brabant.

### Persoonlijk
Van Bree is getrouwd, heeft twee kinderen en was tot zijn burgemeesterschap woonachtig in Heeze.